# Resolució 321 del Consell de Seguretat de les Nacions Unides
La Resolució 321 del Consell de Seguretat de les Nacions Unides fou adoptada el 22 d'octubre de 1972. Després de reafirmar resolucions anteriors, el Consell va expressar la seva preocupació que Portugal persistentment refusés complir-les. El Consell va condemnar l'última acció transfronterera de l'exèrcit portuguès contra territori senegalès i va exigir que els portuguesos cessessin qualsevol altre acte de violència. El Consell va passar a reafirmar la seva posició que el fet que Portugal continués posseint colònies a Àfrica era injusta i que als pobles nadius d'aquestes colònies se'ls havia de permetre la lliure determinació.
La resolució va ser aprovada amb 12 vots contra cap, mentre que Bèlgica, el Regne Unit i Estats Units es van abstenir.